# Parlamento de Malasia
El Parlamento de Malasia es la legislatura nacional de Malasia, basada en el Sistema de Westminster. El parlamento es bicameral y consiste en el Dewan Rakyat (Cámara de Representantes) y el Dewan Negara (Senado). El Yang di-Pertuan Agong (Rey) como jefe de Estado es el tercer componente del Parlamento.
El Parlamento se reúne en las Cámaras del Parlamento de Malasia, ubicadas en la ciudad capital de Kuala Lumpur.
El término "Miembro del Parlamento (MP)" generalmente se refiere a un miembro de Dewan Rakyat, la cámara baja.
El término "Senador" generalmente se refiere a un miembro de Dewan Negara, la cámara alta.

## Historia

### Antes de la independencia
Históricamente, ninguno de los estados que forman la actual Federación de Malasia tenía parlamentos antes de la independencia, salvo Sarawak, que tuvo su propio Consejo Negri que permitió la participación local y la representación en el trabajo administrativo desde 1863. Aunque el gobierno colonial británico permitió la formación de consejos legislativos para Malaya, Singapur, Sabah y Sarawak, estos no fueron los creadores supremos de la ley, y permanecieron subordinados al Alto Comisionado británico o al Rajah, en el caso de Sarawak.

### Federación Malaya
La Comisión Reid, que redactó la Constitución de la Federación Malaya - esta obtuvo la independencia en 1957, por delante de los otros estados que más tarde formaría Malasia - modeló el sistema de gobierno malayo con muchos sistemas del sistema británico: un parlamento bicameral, con una cámara elegida directamente, y la otra que tiene poderes limitados con algunos miembros designados por el Rey, como es el caso con la Cámara de los Comunes y la Cámara de los Lores del Reino Unido. De acuerdo con la naturaleza federal del nuevo país, la cámara alta también tendría miembros elegidos por las asambleas legislativas estatales además de los miembros nombrados por el Rey.
La Constitución preveía que el Consejo Legislativo Federal anterior a la independencia siguiera siendo el órgano legislativo del nuevo país hasta 1959, cuando se celebraron las primeras elecciones generales posteriores a la independencia y se eligió el primer Parlamento de la Federación.
El Parlamento se reunió por primera vez en el antiguo edificio de la sede de la Fuerza Voluntaria de los Estados Federados de Malasia en una colina cerca de Jalan Tun Ismail (Maxwell Road). El Dewan Negara se reunió en una sala en la planta baja, mientras que el Dewan Rakyat se reunió en el pasillo en el primer piso. Con la finalización de la Casa del Parlamento en 1962, que comprende un edificio principal de tres pisos para las dos casas del Parlamento para reunirse, y una torre de 18 pisos para las oficinas de los ministros y miembros del Parlamento, ambas casas se mudaron allí.

### En la Malasia actual
En 1963, cuando Malaya, Sabah, Sarawak y Singapur se fusionaron para formar Malasia, el Parlamento malayo fue adoptado para ser utilizado como Parlamento de Malasia. Tanto el Dewan Rakyat como el Dewan Negara se ampliaron para incluir representantes de los nuevos estados. Cuando Singapur se separó de Malasia en 1965, dejó de estar representado en el Parlamento de Malasia.
Se produjeron cambios significativos con respecto a la composición de Dewan Negara durante este período. Bajo la Constitución de Malaya de 1957, los senadores elegidos por las asambleas estatales eran mayoría, con un total de 22 miembros con 2 por cada estado, mientras que solo había 16 miembros designados. La Constitución de Malasia de 1963 retiene la disposición de que cada estado envíe dos senadores, pero las enmiendas posteriores gradualmente aumentaron el número de miembros designados a 40 (más otros 4 designados para representar los territorios federales), dejando a los miembros elegidos por el estado en minoría y disminuyendo efectivamente la representación de los estados en el Dewan Negara.
La única suspensión del Parlamento en la historia de Malasia fue después del incidente del 13 de mayo. Desde el 14 de mayo de 1969 hasta principios de 1971 el país fue dirigido por el Consejo Nacional de Operaciones. El 22 de septiembre de 1970, se celebró una sola reunión del Parlamento suspendido, en la que el primer ministro Tunku Abdul Rahman renunció como tal y entregó el cargo a Abdul Razak Hussein.
Los debates en el Parlamento se transmiten ocasionalmente por radio y televisión, como durante la presentación de un presupuesto. Las propuestas de la oposición para transmitir todos los debates en vivo han sido repetidamente rechazadas por el gobierno; en un caso, un ministro dijo que el gobierno estaba preocupado por la mala conducta de la oposición por ser inapropiada para la radiodifusión. El costo prohibitivo (RM 100.000 por sesión) también se citó como una razón.
En 2006, el ministro de Información Zainuddin Maidin citó la controversia sobre los discursos hechos en la asamblea general anual de la Organización Nacional de los Malayos Unidos (UMNO) (el partido líder en la coalición gobernante Barisan Nasional) como una razón para evitar la transmisión televisiva de los debates parlamentarios. Zainuddin dijo que "nuestra sociedad no ha alcanzado una madurez mental donde es insensible a cuestiones raciales", citando la controversia sobre un delegado que dijo que los malayos lucharían "hasta la última gota de sangre" para defender las disposiciones especiales que se les otorgan como bumiputra bajo la Constitución Federal.